# Los Angeles Blaze 2022
Questa voce raccoglie le informazioni riguardanti i Los Angeles Blaze nelle competizioni ufficiali della stagione 2022.

## Stagione
I Los Angeles Blaze partecipano al loro terzo campionato NVA, classificandosi al quarto posto nella National Conference: conquistano quindi per la prima volta l'accesso ai play-off scudetto, dove escono di scena ai quarti di finale contro i Las Vegas Ramblers.

## Organigramma societario
Area direttiva
- Presidente: Cynthia Buggs

Area tecnica
- Allenatore: David Chaparro

## Rosa
| N° | Nome                   | Ruolo | Data di nascita   | Nazionalità sportiva |
| -- | ---------------------- | ----- | ----------------- | -------------------- |
| 1  | Carlos Negrón          | C     | 7 luglio 2000     | Porto Rico           |
| 2  | Steven Rotter          | S     | 16 aprile 1998    | Stati Uniti          |
| 3  | Josean Rodríguez       | C     | 26 dicembre 1990  | Porto Rico           |
| 4  | Damani Lenore          | O     | 8 settembre 1994  | Stati Uniti          |
| 5  | Wilson Aponte          | S     | -                 | Porto Rico           |
| 6  | Eduardo Hernández      | S     | 22 ottobre 1990   | Porto Rico           |
| 7  | Alejandro Del Castillo | S     | 18 marzo 1998     | Stati Uniti          |
| 9  | Tyler Padayao          | L     | 5 giugno 1983     | Stati Uniti          |
| 10 | Rafael Cruz            | S     | 7 novembre 1997   | Porto Rico           |
| 11 | Ricardo Massanet       | L     | 11 gennaio 1998   | Porto Rico           |
| 12 | Travis O'Gorman        | S     | 7 dicembre 1996   | Stati Uniti          |
| 13 | Luis Torres            | P     | 14 settembre 1996 | Porto Rico           |
| 14 | Jesús Serrano          | S     | 28 dicembre 1994  | Messico              |
| 15 | Joseph Cuevas          | O     | 9 maggio 1990     | Porto Rico           |
| 16 | Maikel Bastida         | P     | 1º marzo 1983     | Porto Rico           |
| 17 | Charles Belvin         | O     | 14 settembre 1996 | Stati Uniti          |
| 18 | Nikolas Lizdenis       | L     | 3 gennaio 1995    | Stati Uniti          |
| 25 | Marques Buggs          | P     | 13 giugno 1994    | Stati Uniti          |

## Statistiche

### Statistiche di squadra
| Competizione | Punti | In casa | In casa | In casa | In trasferta | In trasferta | In trasferta | Totale | Totale | Totale |
| Competizione | Punti | G       | V       | P       | G            | V            | P            | G      | V      | P      |
| ------------ | ----- | ------- | ------- | ------- | ------------ | ------------ | ------------ | ------ | ------ | ------ |
| NVA          | 9     | 0       | 0       | 0       | 0            | 0            | 0            | 11     | 3      | 8      |
| Totale       | -     | 0       | 0       | 0       | 0            | 0            | 0            | 11     | 3      | 8      |

G = partite giocate; V = partite vinte; P = partite perse

### Statistiche dei giocatori
| Giocatore       | NVA | NVA | NVA | NVA | NVA | Totale | Totale | Totale | Totale | Totale |
| Giocatore       | P   | PT  | AV  | MV  | BV  | P      | PT     | AV     | MV     | BV     |
| --------------- | --- | --- | --- | --- | --- | ------ | ------ | ------ | ------ | ------ |
| W. Aponte       | ?   | 24  | 22  | 1   | 1   | ?      | 24     | 22     | 1      | 1      |
| M. Bastida      | ?   | 6   | 5   | 1   | 0   | ?      | 6      | 5      | 1      | 0      |
| C. Belvin       | ?   | 120 | 107 | 10  | 3   | ?      | 120    | 107    | 10     | 3      |
| M. Buggs        | ?   | 7   | 4   | 2   | 1   | ?      | 7      | 4      | 2      | 1      |
| R. Cruz         | ?   | 71  | 65  | 2   | 4   | ?      | 71     | 65     | 2      | 4      |
| J. Cuevas       | ?   | 67  | 55  | 8   | 4   | ?      | 67     | 55     | 8      | 4      |
| A. Del Castillo | ?   | 8   | 4   | 4   | 0   | ?      | 8      | 4      | 4      | 0      |
| E. Hernández    | ?   | 50  | 46  | 4   | 0   | ?      | 50     | 46     | 4      | 0      |
| D. Lenore       | ?   | 95  | 78  | 10  | 7   | ?      | 95     | 78     | 10     | 7      |
| N. Lizdenis     | ?   | 4   | 0   | 0   | 4   | ?      | 4      | 0      | 0      | 4      |
| R. Massanet     | ?   | 0   | 0   | 0   | 0   | ?      | 0      | 0      | 0      | 0      |
| C. Negrón       | ?   | 19  | 14  | 5   | 0   | ?      | 19     | 14     | 5      | 0      |
| T. O'Gorman     | ?   | 65  | 58  | 4   | 3   | ?      | 65     | 58     | 4      | 3      |
| T. Padayao      | ?   | 0   | 0   | 0   | 0   | ?      | 0      | 0      | 0      | 0      |
| J. Rodríguez    | ?   | 3   | 3   | 0   | 0   | ?      | 3      | 3      | 0      | 0      |
| S. Rotter       | ?   | 70  | 44  | 18  | 8   | ?      | 70     | 44     | 18     | 8      |
| J. Serrano      | ?   | 9   | 5   | 2   | 2   | ?      | 9      | 5      | 2      | 2      |
| L. Torres       | ?   | 12  | 7   | 1   | 4   | ?      | 12     | 7      | 1      | 4      |

P = presenze; PT = punti totali; AV = attacchi vincenti; MV = muri vincenti; BV = battute vincenti